# SN 2000ak
SN 2000ak – supernowa odkryta 1 marca 2000 roku w galaktyce A130628-0013. W momencie odkrycia miała maksymalną jasność 20,70m.